# Ascanio Colonna (cardenal)
Ascanio Colonna (Marino, 27 de abril de 1560-Palestrina, 17 de mayo de 1608) fue un cardenal italiano y hombre de Estado al servicio de Felipe III de España.

## Biografía
Sexto hijo de Marco Antonio Colonna y de Felicia Orsini, estudió artes en la universidad de Alcalá de Henares y teología en la de Salamanca. Siendo abad de Santa Sofía de Benevento profesó como caballero en la orden de Malta, de la que llegó a ser prior de Venecia en 1594. En 1586, con la recomendación de Felipe II, fue nombrado cardenal por Sixto V, en cuya dignidad participó en los cónclaves en los que resultaron elegidos los papas Urbano VII, Gregorio XIV, Inocencio IX y Clemente VIII. 
Entre 1602 y 1604 desempeñó el cargo de virrey de Aragón. En 1606 ocupó la diócesis suburbicaria de Palestrina, donde murió a los 48 años de edad; fue sepultado en la archibasílica de San Juan de Letrán de Roma.
Miguel de Cervantes le dedicó su novela La Galatea.

| Predecesor: Beltrán de la Cueva y Castilla | Virrey de Aragón 1602-1604 | Sucesor: Gastón de Moncada |